# Scymnodon
Scymnodon ist eine Haigattung aus der Familie der Schlafhaie (Somniosidae).

## Merkmale
Es handelt sich um mittelgroße, maximal 1,7 Meter lang werdende Haie mit dunkelbrauner, schwarzer oder graubrauner Färbung. Lediglich die Ränder der Flossen können heller sein. Die Kiemenschlitze sind kurz. Das Rostrum ist breit und kürzer als der Abstand vom Auge bis zum ersten Kiemenschlitz oder genau so lang. Das Maul ist sehr breit, gebogen und kurz bis mittellang. Der Oberkiefer ist mit 40 bis 58 Zähnen besetzt, im Unterkiefer sind es 28 bis 35. Im Oberkiefer sind die Zähne relativ klein und blattförmig mit einer einzigen Spitze. Die Unterkieferzähne sind relativ groß und dreieckig mit einer breiten Basis. Die zwei Rückenflossen sind gleich groß oder die Zweite ist viel größer als die erste. Vor beiden sitzt ein kurzer aber auffälliger Dorn. Die Brustflossen sind groß oder schmal und blattförmig. Flach an den Rumpf gelegt reichen sie bis zum Dorn der ersten Rückenflossen oder enden vorher. Die Bauchflossen sind etwa so groß wie die zweite Rückenflosse oder großer. Das freie Ende der Bauchflossen liegt kurz vor dem Ansatz der zweiten Rückenflosse oder reicht darüber hinaus. Eine Afterflosse fehlt. Der Schwanzstiel ist relativ kurz. Der untere Lobus der Schwanzflosse ist kurz oder fehlt völlig. Die Placoidschuppen auf den Körperseiten sind relativ groß und ohne transvers verlaufende Grate. Die Anzahl der Wirbel liegt bei 100 bis 119, davon sind 72 bis 87 Rumpfwirbel. Der Spiraldarm hat 12 bis 15 Windungen.

## Arten
Die Gattung Scymnodon umfasst drei Arten:
- Japanischer Samtdornfisch (Scymnodon ichiharai Yano & Tanaka, 1984)
- Scymnodon macracanthus (Regan, 1906)[3]
- Messerzahn-Dornhai (Scymnodon ringens (Barbosa du Bocage & Brito Capello, 1864))

## Belege
1. ↑   William Toby White, Diego F. B. Vaz, Hsuan Ching Ho, David A. Ebert, Marcelo R. de Carvalho, Shannon Corrigan, Elisabeth Rochel, Murilo Carvalho, Sho Tanaka, Gavin Naylor: Redescription of Scymnodon ichiharai Yano and Tanaka 1984 (Squaliformes: Somniosidae) from the western North Pacific with comments on the definition of somniosid genera. Ichthyological Research 62(2) · Oktober 2014, DOI: 10.1007/s10228-014-0430-y
2. ↑  Scymnodon auf Fishbase.org (englisch)
3. ↑  Vaz, D.F.B. (2021): Scymnodon plunketi (Waite, 1910), a junior synonym of Scymnodon macracanthus (Regan, 1906) (Somniosidae: Elasmobranchii). Journal of Fish Biology, 99 (2): 472-494.